# 是咁的，法官閣下
《是咁的，法官閣下》，香港電視廣播有限公司拍攝製作的時裝法律劇集；由黃智賢、王君馨、關禮傑及麥明詩領銜主演，並由黃子恆、王梓軒、梁烈唯、林淑敏、黎振燁、林秀怡及林景程聯合主演。編審李茜，監製陳耀全。
故事主要講及主角三人複雜的關係及新紮律師會遇到的困難與慘况。
此劇為2018無綫節目巡禮13部劇集之一及2018年香港國際影視展17部推介劇集之一，亦為無線電視51周年3部台慶劇之一，並與優酷同步播。

## 演員表

### 范小宇大律師辦事處
| 演員           | 角色   | 暱稱／關係 |
| 羅天宇（青年） | 范小宇 | John、細丁（饒力宏專用） 大律師 莫希萊之夫，與其在離婚問題上糾纏，最後離婚為其好友 與饒力宏亦敵亦友，從小已經是競爭對手，現為鄰居 鄧大志、黃瞳之師父 渠鉅偉之徒弟 木叢蔭之好友兼合作夥伴 黎官之好友 梅展超之前徒弟，後反目並拒認對方為師傅，最後和解 父母在其15歲時離世 與香小姐有曖昧關係後分開但仍未忘記她，於第25集重新與其發展 |
| 黃智賢         | 范小宇 | John、細丁（饒力宏專用） 大律師 莫希萊之夫，與其在離婚問題上糾纏，最後離婚為其好友 與饒力宏亦敵亦友，從小已經是競爭對手，現為鄰居 鄧大志、黃瞳之師父 渠鉅偉之徒弟 木叢蔭之好友兼合作夥伴 黎官之好友 梅展超之前徒弟，後反目並拒認對方為師傅，最後和解 父母在其15歲時離世 與香小姐有曖昧關係後分開但仍未忘記她，於第25集重新與其發展 |
| 黎振燁         | 鄧大志 | Archie 大律師 正與妻子分居，育有一子，最後復合 曾任職政府部門後再攻讀法律學位 范小宇之徒弟 與黃瞳有感情線 趙金水、董丹橋、布仲謙、夏心寧之好友 賴澤明之好友並與其合作 |
| 林秀怡         | 黃 瞳  | Faye 大律師 范小宇之徒弟 與鄧大志有感情線 趙金水、董丹橋、布仲謙、夏心寧之好友 於第2集登場 |
| 梁 茵          | Ruby   | 學徒 |

### 饒力宏大律師辦事處
| 演員           | 角色   | 暱稱／關係 |
| 譚永浩（青年） | 饒力宏 | James、大丁 大律師→資深大律師 尤婉曼之子 與范小宇亦敵亦友，從小已經是競爭對手，現為鄰居 木叢蔭之好友兼合作夥伴 曾樹雄、黎官之好友 Ada之男友，後分手，過去亦經常更換女伴 董丹橋之師父 與莫希萊有感情線，後為男友 渠鉅偉之徒弟 |
| 關禮傑         | 饒力宏 | James、大丁 大律師→資深大律師 尤婉曼之子 與范小宇亦敵亦友，從小已經是競爭對手，現為鄰居 木叢蔭之好友兼合作夥伴 曾樹雄、黎官之好友 Ada之男友，後分手，過去亦經常更換女伴 董丹橋之師父 與莫希萊有感情線，後為男友 渠鉅偉之徒弟 |
| 林淑敏         | 賈慕芝 | Mary、賈大空 資深大律師／檢控官 經常與饒力宏角力爭一日之長短 針對趙金水、董丹橋 於第1集出現，於第6集正式登場 於第13集因造謠與其他大律師反目，後於第18集被法庭強制遷出 於第23集起擔任任子超案的檢控官                         |
| 梁烈唯         | 趙金水 | Charles 大律師 基層出身 譚愛妹之子，與其關係疏離，後和好 鄧大志、董丹橋、布仲謙、夏心寧、黃瞳之好友 |
| 王梓軒         | 董丹橋 | Daniel 見習大律師→大律師 饒力宏之徒弟 文理大學校董會主席之子 因被迫放棄興趣而選讀法律 鄧大志、布仲謙、趙金水、夏心寧、黃瞳之好友                                                                                             |
| 李忠希         | 方国强 | 大律師 |
| 卫志豪         | 仇浩天 | 大律師 |
| 李启杰         | 蒋明仁 | 大律師 |
| 杨诗敏         | 黃珍妮 | Anna 秘書 后来喜欢趙金水但趙金水对她无意 于第23集跳楼自杀 |
| 范文雅         | Betty  | 秘書 |

### 木叢蔭律師事務處
| 演員   | 角色   | 暱稱／關係 |
| 魯振順 | 木叢蔭 | Woody、阿木 事務律師／股權合夥人 范小宇、饒力宏之摰友兼合作夥伴 黎官之好友 |
| 黃子恆 | 賴澤明 | Michael 事務律師／股權合夥人 鄧大志之好友並與其合作 與夏心寧有感情線，後為其男友 朱迪迪之表哥 毛源之前男友 |
| 麥明詩 | 夏心寧 | Helen 事務律師，於第9集辭職，於第15集回歸 龍康城、布仲謙之室友 與賴澤明有感情線，後為其女友 趙金水、鄧大志、董丹橋、布仲謙、黃瞳之好友 於第9集接受陸偉賢臨時指派的工作而沒有充足的時間準備，而被黎官責備，後因其推搪陸偉賢的工作而被賴澤明責罵而辭職，後被對方道歉 |
| 李霖恩 | 陸偉賢 | 事務律師／受薪合夥人 以股權合夥人為目標，務求以量取勝 最後離職 |
| 崔錦棠 | 廖家駿 | 事務律師 |
| 葉凱茵 | 楊 萍  | 事務律師 曾在薪金問題上糾纏，已離職 |
| 沈可欣 | Judy   | 秘書 於第9集被解僱 |
| 周寶霖 | TM     | 會計師 |

### 法院
| 演員   | 角色     | 暱稱／關係                                            |
| 車婉婉 | 黎 官    | Maria 裁判官 范小宇、饒力宏、木叢蔭之好友 於第3集登場 |
| 泰 臣  | 翟 官    | Simon 暫委裁判官 於第5集登場                          |
| 何綺雲 | 宋大律師 | 主控官 於第7集登場                                    |
| 楊證樺 | 李大律師 | 律政司檢控官                                          |
| 方伊琪 |          | 高等法院上訴法庭法官                                  |
| 馬蹄露 | 馬 官    | 高等法院原訟法庭法官                                  |
| 楊瑞麟 |          | 高等法院上訴法庭法官                                  |
| 邵卓堯 | 邵 官    | 區域法院法官                                          |
| 蕭徽勇 | 蕭 官    | 裁判官                                                |
| 韓毓霞 | 韓 官    | 高等法院上訴法庭法官                                  |
| 陳嘉輝 | 陳 官    | 裁判官                                                |
| 鄧英敏 |          | 裁判官                                                |
| 蔡康年 | 蔡官     | 裁判官                                                |
| 盧偉文 |          | 庭警                                                  |
| 林宥喬 |          | 庭警                                                  |
| 李嘉晉 |          | 庭警                                                  |
| 朱斐斐 |          | 法庭書記                                              |
| 吳曠利 |          | 法庭書記                                              |
| 潘冠霖 |          | 法庭書記                                              |
| 姚宏遠 |          | 法庭書記                                              |

### 案件主要人物
| 演員   | 角色   | 暱稱／關係 |
| 曾啟綸 | 曹先生 | 前政府公務人員 被控告偷竊 最後被判有罪 登場集數：第1集 |
| 陳狄克 | 証 人  | 計程車司機 指控被告恐嚇 登場集數：第1集 |
| 黃得生 | 被 告  | 被告，被控恐嚇 最後被判無罪 登場集數：第1集 |
| 吳偉豪 | 李建澤 | 文理大學學生 傑之大學朋友 胡非之學生及助教，被誤解與他有不倫師生關係 被控告刑事恐嚇、刑事損壞、強行進入和普通襲擊四項罪名 最後被判二百小時社會服務令 案件原型為香港大學副校長任命事件 登場集數：第1－5、7集                      |
| 譚玉瑛 | 蕭瑤珠 | 蕭大媽 文理大學文學院院長 指證李建澤意圖恐嚇和強行進入會議室 案件原型為香港大學副校長任命事件 登場集數：第2－5、7集 |
| 姚 兵  | 胡 非  | 同性戀者，被誤解與李建澤有不倫師生關係 文理大學文學院教授 登場集數：第2－5、7集 |
| 黃建東 | 榮禮仁 | 戲院非禮案男被告 一度被判有罪，最後被判無罪 角色原型為Kishore Mohanlal Harjani 登場集數：第5、9-11集 |
| 李旻芳 | 楊小姐 | 戲院非禮案之証人 指控榮非禮 登場集數：第5、7、10集 |
| 煒 烈  | 錢先生 | 商人 錢偉之父 登場集數：第6集 |
| 湯俊明 | 錢 偉  | 教師 葉小玲之夫 被控告藏毒 最後判監兩個月，緩刑兩年 登場集數：第6、8、12集 |
| 趙璧渝 | 葉小玲 | 錢偉之妻 生下女兒改名為Helen，事後仍與夏心寧持續聯絡 登場集數：第6、8、12集 |
| 嘉 駿  | 劉 錕  | 謀殺罪成，被判囚終身 范小宇為其求情及爭取較輕罪名，最終敗於身為另一辯方律師之饒力宏 於第15集自殺身亡 登場集數：第6、15集 |
| 范仲   | 臭 四  | 被控謀殺，後脫罪 於庭上推翻證供，令劉錕承擔所有罪名 登場集數：第6集 |
| 戴耀明 | 劉錦剛 | 人奶偷竊案被告 角色原型為林忠勤 登場集數：第7、10集 |
| 李 嘉  | 李仲發 | 健身教練 傷人案被告 因兒子被同學欺凌打傷而毆打對方之父親 原被判監十個月，上訴後獲減刑兩個月 登場集數：第11集 |
| 白 雲  | 李 太  | 李仲發之妻 登場集數：第11集 |
| 陳華鑫 | 潘 琪  | 藐視法庭案被告 實習律師，基層出身 角色原型為張昭婷 登場集數：第11-12集 |
| 趙樂賢 | 關加強 | 醉酒駕駛案被告及未有購買第三者保險，後被加控危險駕駛導致他人死亡罪，罪名成立 最終被判監禁三十四個月及罰款五千元 尹佩佩之同事 登場集數：第13、16集                                                                                |
| 蘇麗明 | 尹佩佩 | Winnie 關加強之同事 醉酒駕駛案傷者，後不治 登場集數：第13集 |
| 李泳豪 | 洪祖輝 | 醫院男工 被控謀殺病人劉永全 於庭上企圖自殺 登場集數：第14、16-17集 |
| 張美妮 | 徐愛玫 | 護士 洪祖輝之病房同事 證供對洪祖輝不利 最初在警署落口供時隱瞞自己目睹洪祖輝殺害劉永全，但於其在事發四個月後再到警署改口供稱自己目睹對方整個殺人過程 登場集數：第14、16-17集                                                      |
| 余子明 | 梅展超 | 梅大律師 大律師→律師，公司法律顧問 曾為范小宇之師父，但因未簽署學徒證明予范小宇而和其反目 律師盜竊案被告 被控告挪用公司客人的款項 罪名成立，原被判監禁六個月，得范小宇替其上訴後減刑兩個月，緩刑一年 登場集數：第18 - 19集       |
| 陳志健 | 任子超 | 阿鬼 被控兩項謀殺及一項非法處理屍體 殺害父親任紹初及母親馮美蓮，並將二人支解 智商130，讀書成績優異，有音樂天分 利用朱迪迪 於第25集審訊期間在醫院病房自殺死亡 角色原型為周凱亮 登場集數：第20 - 25集                              |
| 小 寶  | 朱迪迪 | Bell 演員 與龍康城同居 龍康城之前女友及其同事 賴澤明之表妹 一場大病後，智商與一個10歲小孩無異 被控兩項謀殺及一項非法處理屍體 兩項謀殺罪名不成立，一項非法處理屍體罪名成立，後被判監禁兩年 角色原型為謝臻麒 登場集數：第20 - 25集 |
| 杜大偉 | 龍康城 | Lone 電視台宣傳部主任 與朱迪迪同居，曾虐打對方 朱迪迪之前男友及其同事 夏心寧、布仲謙之室友 其給予朱迪迪的品格證供 學習詠春 登場集數：第20 - 25集                                                                                 |
| 阮政峰 | 冼紀華 | 鋼琴調音學徒 銀包盜竊案被告 盜竊罪名成立，被判緩刑 登場集數：第21 - 22集 |
| 李日昇 | 包貫軍 | 游泳健將 游泳鏡盜竊案被告 盜竊罪名成立，被判一百二十小時社會服務令 登場集數：第23集 |

### 其他演員
| 演員           | 角色     | 暱稱／關係 |
| 王君馨         | 莫希萊   | Ophelia 新聞主播 祖籍上海，在當地出生，廣州長大，在香港居住了七年 莫志文之女 范小宇之妻，與他在離婚問題上糾纏 與饒力宏互生情愫 於第3集登場 |
| 林景程         | 布仲謙   | 阿躉、Brandon 吳逸流大律師辦事處之大律師 夏心寧、龍康城之室友 鄧大志、董丹橋、趙金水、黃瞳之好友 閒餘修讀調解課程 於第8集與夏心寧成為室友 於第10集得知在劉錦剛的案件中被鐘師爺剋扣工資而質問其並與其反目 於第17集在街坊會法律講座中認識譚愛妹，後開始經常探訪並因得知其被子拋棄而協助其，後於第25集得知趙金水就是譚愛妹之子而怒斥其不孝 |
| 張智軒（中年） | 渠鉅偉   | 阿渠、渠大狀 資深大律師 尤婉曼之前情人及上司，畢業舞會舞伴 范小宇、饒力宏之師傅，兩人辦事處未分拆前之掌舵人 與居英兒子在爭產官司中反目，回流香港 視力和雙腳衰退，最終變瞎 於第4集登場 |
| 李國麟         | 渠鉅偉   | 阿渠、渠大狀 資深大律師 尤婉曼之前情人及上司，畢業舞會舞伴 范小宇、饒力宏之師傅，兩人辦事處未分拆前之掌舵人 與居英兒子在爭產官司中反目，回流香港 視力和雙腳衰退，最終變瞎 於第4集登場 |
| 蔚雨芯（青年） | 尤婉曼   | Scarlet（青年時期）、Ivanna 饒力宏之母，與其關係疏離，後和好 渠鉅偉之前下屬及舊情人 Philip之妻，曾對丈夫精神虐待，源於對方當年對她迷姦而令她未婚懷孕 多年前移民麻省，於第21集返港並登場，於回港後暫住在饒力宏家中 |
| 盧宛茵         | 尤婉曼   | Scarlet（青年時期）、Ivanna 饒力宏之母，與其關係疏離，後和好 渠鉅偉之前下屬及舊情人 Philip之妻，曾對丈夫精神虐待，源於對方當年對她迷姦而令她未婚懷孕 多年前移民麻省，於第21集返港並登場，於回港後暫住在饒力宏家中 |
| 莊思明         | Vanessa  | 董丹橋之表姐 經營高級素食餐廳 莫希萊之朋友 Mat之女友 |
| 吳家樂         | 饒大君   | Phillip 饒力宏之親父 尤婉曼之夫 中學教師 曾藉尤婉曼醉倒與她發生關係令其懷孕，後使尤婉曼誤會他願意照顧她與渠鉅偉之「私生子」，在結婚後被對方識破真相 精神壓力下酗酒 在饒力宏大學時期逝世 |
| 張名雅         | Laura    | 鄧大志之妻子，與其育有一子，正與其分居，最後復合 |
| 張國強         | 曾樹雄   | Alex、Alex Tsang、拉布大王、老曾（饒力宏專稱）、A君 饒力宏之好友 資深大律師 擅於使用拉布技倆 於劇中案後被判支付所有訟費 角色原型為Mark Richard Charlton Sutherland |
| 姚瑩瑩         |          | 范小宇之妹 傑之母 |
| 梁珈詠         | Shirley  | 吳逸流大律師辦事處之接待員 |
| 朱敏瀚         | 傑       | 范小宇之外甥 文理大學法律系學生 李建澤之室友 |
| 祝文君         |          | 白黨成員 李建澤之支持者 |
| 曾慧雲         |          | 黑黨成員 李建澤之反對者 |
| 尹詩沛         | Ada      | 饒力宏之女友，後分手 |
| 葉家泓         |          | 警員 |
| 周嘉洛         | 湯軍瑤   | 1970年代投考法律系之男大學生 角色原型為湯家驊 |
| 李雯希         |          | 1980年代投考法律系之女大學生 角色原型為余若薇 |
| 劉天龍         |          | 記者 以激烈手法追訪李建澤和莫希萊 |
| 馬俊傑         |          | 木叢蔭律師事務處之面試者 |
| 鍾君揚         |          | 木叢蔭律師事務處之面試者 |
| 陳潁熙         |          | 年輕大律師 |
| 鄭衍峰         |          | 年輕大律師 |
| 沈愛琳         |          | 文理大學學生 |
| 沈愛琳         | 記者     | |
| 周梓盈         |          | 文理大學學生 |
| 黃榮燊         |          | 文理大學學生 |
| 朱樂洺         |          | 文理大學學生 |
| 陳戩浩         |          | 文理大學學生 |
| 梁嘉駿         |          | 文理大學學生 |
| 伍樂怡         |          | 文理大學學生 |
| 譚焯升         |          | 文理大學學生 |
| 譚坤倫         |          | 文理大學學生 |
| 周嘉全         |          | 文理大學學生 |
| 陳嘉慧         |          | 文理大學學生 |
| 黎寬怡         |          | 文理大學學生 |
| 胡美貽         |          | 文理大學學生 |
| 彭翔翎         |          | 文理大學學生 |
| 吳子           |          | 文理大學學生 |
| 黃凱琪         |          | 文理大學學生 |
| 樓嘉豪         |          | 文理大學學生 |
| 程浩駿         |          | 文理大學學生 |
| 邱 晴          |          | 文理大學學生 |
| 孟希璘         |          | 文理大學學生 |
| 吳天佑         |          | 文理大學學生 |
| 何晉樂         |          | 文理大學學生 |
| 余富根         |          | 文理大學學生 |
| 邵展鵬         |          | 文理大學學生 |
| 鄭雋熹         |          | 文理大學學生 |
| 梁百川         |          | 高級會所侍應 |
| 梁雯蔚         |          | 高級會所侍應 |
| 蘇逴殷         |          | 高級會所侍應 |
| 蘇逴殷         | 學生     | |
| 鍾志光         | 鍾師爺   | 黃瞳、布仲謙之合作對象 剋扣布仲謙律師費 |
| 張漢斌         |          | 管理員 |
| 吳沚默         | 岑小姐   | 當值律師服務法庭聯絡主任 協助譚愛妹 |
| 吳幸美         | 女主播   | |
| 區軒瑋         |          | 文理大學校長 |
| 洪資訊         | 何副校長 | 文理大學副校長 |
| 莫偉文         | 董先生   | 文理大學校董會主席 董丹橋之父親 以手段遏止文學院鬥爭持續 |
| 張本立         |          | 廚師 |
| 張雪瑩         | 關小姐   | 「Habour Town」公司租務部經理 與范小宇及饒力宏洽談辦事處續約問題 |
| 梁 雄          |          | 李建澤之爺爺 在庭上為孫向法官叩頭求情 |
| 江富強         |          | 懲教員 |
| 曾海昌         |          | 懲教員 |
| 陳偉琪（青年） | Pansy    | 饒力宏之前女友 |
| 岑杏賢         | Pansy    | 饒力宏之前女友 |
| 聶安達         | Garcia   | 大學神父 |
| 司徒暉         |          | 的士司機 |
| 蓋世寶         | 龐姑娘   | 曼克頓公寓經營者 |
| 關梓陽         | 大眼雞   | 范小宇、饒力宏之故友 |
| 利穎怡         | Lena     | 難民聲援團體成員 |
| 代蓮曦丹美     | 香小姐   | Icy、阿雪 難民聲援團體成員 范小宇遇上莫希萊前之追求對象，後因理念決定放下感情 婚後未被范小宇忘記，因此被視為婚外情 於第25集被莫希萊說服回港與范小宇重新發展 |
| 劉嘉琪         |          | 護士 |
| 施駿喆         |          | 助導 |
| 王德基         |          | 編導 |
| 曹思詩         |          | 化粧師 |
| 郭田葰         |          | 醫生 |
| 曾琬莎         |          | 護士 |
| 鄧永健         | Jamie    | 大律師、高級餐廳老闆 |
| 何沛霖         |          | 記者 |
| 林希靈         |          | 旁聽 |
| 李沁芯         |          | 旁聽 |
| 關浩揚         | Joe      | 酒吧老闆 |
| 李漫芬         | 馬加儀   | 律師 |
| 洋             | 莫志文   | 莫希萊之父 患有癌病，於第13集去世 |
| 包曉華         |          | 莫志文之妻 莫希萊之母 |
| 阮嘉敏         |          | 護士 |
| 王致狄         |          | 西服店店員 |
| 李善恆         |          | 西服店店員 |
| 袁鎮業         |          | 莫希萊之男伴 |
| 李天縱         |          | 禮儀師 |
| 區靄玲         |          | 護士 |
| 吳珮如         |          | 護士 |
| 吳綺珊         |          | 護士 |
| 羅 鴻          | 劉永全   | 病人 懷疑被洪祖輝殺害 |
| 馮素波         | 譚愛妹   | 街邊報販 趙金水之母 角色原型為陳復興 |
| 陳建文         | 鍾志強   | |
| 楊家寶         | Sandy    | |
| 秦啟維         | Patrick  | 節目嘉賓 |
| 陳俊堅         |          | 編導 |
| 黃穎君         |          | 網民 |
| 魏惠文         | 發       | 的士司機 |
| 黃愷怡         | 關小姐   | 動物領養中心職員 |
| 林敬剛         |          | 虐兒被告丈夫 |
| 謝可逸         |          | Laura之男朋友，後分手 |
| 陳靖雲         |          | 年青女士 |
| 冼灝英         |          | 拳擊教練 |
| 董敬文         |          | 編導 |
| 趙梓喬         | 黃 太    | |
| 黃梓瑋         | 曹師奶   | |
| 關偉倫         | 張醫師   | |
| 梁芷珮         |          | 年輕母親 |
| 彭紀諺         |          | 西裝男士 |
| 曾健明         | 朱Uncle  | 要求夏心寧免費為他們出律師信，但被拒 |
| 劉桂芳         | 朱Auntie | 要求夏心寧免費為他們出律師信，但被拒 |
| 吳香倫         |          | 梅展超之妻 |
| 招浩明         | 陳律師   | |
| 蔡國威         |          | 醫生 |
| 黃耀煌         | Benson   | 渠鉅偉之子 與渠鉅偉爭家產，並與其打官司 |
| 溫裕紅         |          | 渠鉅偉之妻 Benson之母 |
| 陳家良         |          | 被告 |
| 馮子森         |          | 被告 |
| 霍健邦         |          | 控方 |
| 何佩珉         |          | 護士 |
| 羅欣羚         |          | 懲教員 |
| 張翼東         | Joe      | 侍應 |
| 陳奕璉         |          | 內地女 |
| 莫家淦         |          | 拍拖男 |
| 蘇可欣         | 毛 源    | Terry 調解員 賴澤明之前女友 |
| 楊嘉欣         | 鄭小姐   | 侍應 |
| 謝芷倫         | 徐律師   | 鄭小姐之代表律師 |
| 胡 㻗          |          | 董丹橋之朋友 |
| 李沁芯         |          | 董丹橋之朋友 |
| 伍禮騫         |          | 董丹橋之朋友 |
| 陳勉良         |          | 老伯 |
| 吳佩隆         | 張振霖   | 男星 角色原型為張振朗及張智霖 |
| 黃文意         | 阿 靚    | 女星 角色原型為鍾欣潼及袁詠儀 |
| 蕭凱欣         |          | 難民聲援團體職員 |
| 譚偉權         | 陳醫生   | 難民聲援團體職員 |
| 姚浩政         | 何Sir    | 拘捕任子超之警察 任紹初及馮美蓮被謀殺及支解案之証人 被饒力宏質疑刻意不讓任子超在落口供期間與律師見面 |
| 陳榮峻         |          | 電台主持D1 |
| 游莨維         |          | 電台主持D2 |
| 蔡國威         |          | 電台主持B1 |
| 繆家慶         |          | 電台主持B2 |
| 林師傑         |          | 街頭樂手 |
| 方紹聰         |          | 街頭樂手 |
| 駱胤鳴         |          | 街頭樂手 |
| 楊 明          | Mat      | 素食餐廳老闆 Vanessa之男友 於第23集客串出現 |
| 蘇恩磁         |          | 包貫軍之母 長期催逼兒子，令對方受到巨大壓力 在審訊期間與其他親友在庭上為兒子打氣及喧嘩而被法官呼喝止 |
| 威廉陳         | 牙籤大叔 | |
| 郭浩皇         |          | 任紹初及馮美蓮被謀殺及支解案之陪審員 |
| 張詩欣         |          | 任紹初及馮美蓮被謀殺及支解案之陪審員 |
| 鬼 塚          |          | 任紹初及馮美蓮被謀殺及支解案之陪審員 |
| 朱滙林         | 鄭文進   | |
| 丁主惠         | 徐樂怡   | 聖基恩小學之老師 任子超之小學老師老師 為任子超求情 |
| 郭千瑜         |          | 晨曦小學老師 饒力宏之小一班主任 |
| 程 皓          |          | 實習律師Gina |

## 劇情牽涉到的案件
劇中不少情節是根據現實案例加以改編。
- 第1集：向華強兒子向佑裁定刑事恐嚇（HCMA 396/2016）（2015年）
- 第1 - 5集：香港大學副校長任命事件（ESCC 2357/2016 & ESS 27186/2016）（2015年–2017年）
- 第5、7、9 - 11集：非禮案廿六日審訊（HCMA 685/2013 & HCMA 425/2014）（2013年–2014年）
- 第7、10集：人奶偷竊案（ESCC 2703/2016）（2016年）
- 第11 - 12集：事務律師張昭婷法院拍照上載Facebook風波（2017年）
- 第21 - 25集：大角咀肢解父母案（HCCC 376/2013）（2013年–2015年）

## 收視
本劇於香港無綫電視翡翠台及myTV SUPER7日跨平台總收視之紀錄：
| 週次 | 集數   | 日期                    | 收視率 | 備註                   |
| 1    | 1－5   | 2018年10月29日-11月2日  | 23點   | 星期一至五总收视23.3點 |
| 2    | 6－10  | 2018年11月5日-11月9日   | 24點   | 星期一至五总收视23.6點 |
| 3    | 11－15 | 2018年11月12日-11月16日 | 23點   | 星期一至五总收视23.1點 |
| 4    | 16－19 | 2018年11月20日-11月23日 | 24點   | 星期二至五总收视24.2點 |
| 5    | 20－25 | 2018年11月26日-12月1日  | 25點   | 星期一至六总收视24.6點 |
| 全劇 | 全劇   | 全劇                    | 24點   | 平均總收視23.76點      |

本劇於香港無綫電視翡翠台在广州同步播放时收視之紀錄：
| 週次 | 集數   | 日期                    | CSM省网 | CSM市网 | 合计 | 收视份额 | 电视剧周排行 |
| 1    | 1－5   | 2018年10月29日-11月2日  | 2.02    | 1.32    | 3.34 | 12.81%   | 3            |
| 2    | 6－10  | 2018年11月5日-11月9日   | 1.66    | 1.06    | 2.72 | 11.65%   | 3            |
| 3    | 11－15 | 2018年11月12日-11月16日 | 1.63    | 1.16    | 2.79 | 11.12%   | 3            |
| 4    | 16－19 | 2018年11月20日-11月23日 | 2.26    | 1.08    | 3.34 | 13.70%   | 3            |
| 5    | 20－25 | 2018年11月26日-12月1日  | 1.79    | 0.92    | 2.71 | 10.71%   | 2            |
| 全劇 |        |                         |         |         |      |          |              |

## 獎項

### 萬千星輝頒獎典禮2018
| 獎項               | 單位                | 結果             |
| ------------------ | ------------------- | ---------------- |
| 最佳男主角         | 范小宇（黃智賢 飾） | 提名             |
| 最佳男主角         | 饒力宏（關禮傑 飾） | 提名             |
| 最佳女主角         | 莫希萊（王君馨 飾） | 提名             |
| 最佳女主角         | 夏心寧（麥明詩 飾） | 提名             |
| 飛躍進步女藝員     | 夏心寧（麥明詩 飾） | 提名             |
| 最受歡迎電視男角色 | 范小宇（黃智賢 飾） | 提名（最後五強） |
| 最受歡迎電視男角色 | 饒力宏（關禮傑 飾） | 提名             |
| 最受歡迎電視男角色 | 趙金水（梁競徽 飾） | 提名             |
| 最受歡迎電視男角色 | 賴澤明（黃子恆 飾） | 提名             |
| 最受歡迎電視女角色 | 莫希萊（王君馨 飾） | 提名（最後五強） |
| 最佳男配角         | 趙金水（梁競徽 飾） | 獲獎             |
| 最佳男配角         | 賴澤明（黃子恆 飾） | 提名             |
| 最佳男配角         | 鄧大志（黎振燁 飾） | 提名             |
| 最佳女配角         | 黃瞳（林秀怡 飾）   | 提名             |

### 觀眾在民間電視大奬2018
| 獎項             | 單位              | 結果 |
| ---------------- | ----------------- | ---- |
| 民選最佳電視歌曲 | 理性感性 - 胡鴻鈞 | 提名 |

## 記事
- 2017年8月31日：此劇於12:30在將軍澳工業村駿才街77號電視廣播城一廠外灰位舉行造型記者會。[11]
- 2017年9月20日：此劇於12:00在中環蘭桂坊德己立街30-32號加州大廈9樓Sky Garden進行開鏡儀式，並於big big channel進行現場直播。
- 2017年12月13日：拍攝完成。
- 2018年10月25日：此劇於15:30在中環蘭桂坊德己立街30-32號加州大廈23樓Townhouse舉行「潮拜師傅」宣傳活動。
- 2018年10月28日：此劇於14:00在馬鞍山西沙路608號馬鞍山廣場二樓中庭舉行「利申：我係律師！」宣傳活動。
- 2018年11月9日：此劇於12:00在油塘大本型地下入口舉行「貼地律師 與港同行」花車巡遊宣傳活動。
- 2018年11月14日：此劇於13:00在小西灣富欣道3號漢華中學舉行「律政新人 搏盡無悔」宣傳活動。
- 2018年11月19日：由於20:30-22:55直播《萬千星輝賀台慶》，當晚此劇暫停播映。
- 2018年11月28日：此劇於13:00在中環皇后大道中30號中環娛樂行外舉行「律師齊拉票」宣傳活動。
- 2018年12月1日：此劇於星期六20:30-21:30播映大結局（第25集）。

## 軼事
- 此劇「趙金水」原定由魏焌皓飾演，後改由梁烈唯飾演。
- 此劇是王君馨首度擔任第一女主角，亦是她相隔4年後再度為劇集獻唱插曲。[12]
- 此劇是黃智賢繼《四個女仔三個BAR》及《完美叛侶》後第三度飾演律師，當中更同《四個女仔三個BAR》一樣是以范為姓氏。而此劇編審亦有参與製作《四個女仔三個BAR》。[13]
- 此劇是黃子恒、林景程繼《四個女仔三個BAR》後再度飾演律師。
- 此劇是繼1999年《十三密殺令》後再度以一人編劇／編審的無綫劇集。
- 此劇是2018年無綫月曆之一。
- 此劇是韓毓霞、何君誠及李雯希在無綫電視的告別作。

## 外部連結
- 《是咁的，法官閣下》新劇特搜 - TVBUSA （页面存档备份，存于）
- 豆瓣电影上《是咁的，法官閣下》的資料 （简体中文）
- 《是咁的，法官閣下》 - encoreTVB （页面存档备份，存于）